# María Irigoyen
María Irigoyen (Tandil, 24 de junho de 1987) é uma ex-tenista profissional argentina.
Em 2015, alcançou sua melhor posição no Ranking WTA (Feminino), 147ª. Em 2016, nas duplas, ocupou a 47ª posição. Conquistou dois títulos de duplas no circuito WTA e três medalhas em Jogos Pan-americanos.
Irigoyen anunciou sua aposentadoria em abril de 2019, tendo jogado pela última vez em julho de 2018, pelo WTA de San José.

## WTA finais

### Duplas: 3 (1–2)
| Legenda                                      |
| -------------------------------------------- |
| Grand Slam (0–0)                             |
| WTA Tour (0–0)                               |
| Tier I / Premier Mandatory & Premier 5 (0–0) |
| Tier II / Premier (0–0)                      |
| Tier III, IV & V / International (1–2)       |

| Finais por Piso |
| Duro (0/0)      |
| Saibro (1/1)    |
| Grama (0/0)     |
| Carpete (0/0)   |

| Posição | N. | Data              | Campeonato                               | Piso   | Parceira           | Oponentes                            | Placar        |
| ------- | -- | ----------------- | ---------------------------------------- | ------ | ------------------ | ------------------------------------ | ------------- |
| Campeã  | 1. | 22 Fevereiro 2014 | Rio Open, Rio de Janeiro, Brasil         | Saibro | Irina-Camelia Begu | Johanna Larsson Chanelle Scheepers   | 6–2, 6–0      |
| Vice    | 1. | 21 Fevereiro 2015 | Rio Open, Rio de Janeiro, Brasil         | Saibro | Irina-Camelia Begu | Ysaline Bonaventure Rebecca Peterson | 0–3, ret.     |
| Vice    | 2. | 31 Julho 2015     | Brasil Tennis Cup, Florianópolis, Brasil | Saibro | Paula Kania        | Annika Beck Laura Siegemund          | 3–6, 6–7(1–7) |

## ITF Títulos
| Legenda               |
| Grand Slam (0)        |
| WTA Championships (0) |
| ITF Event (48)        |
| WTA Tour ()           |

### Símples (13)
| No. | Data             | Torneio                 | Quadra | Oponente na Final       | Resultado            |
| 1.  | 24 Junho 2007    | Bucareste               | Saibro | Katerina Avdiyenko      | 4–6, 6–1, 6–4        |
| 2.  | 11 Agosto 2007   | Caracas                 | Dura   | Ana Clara Duarte        | 6–3, 6–3             |
| 3.  | 2 Setembro 2007  | Santa Cruz de la Sierra | Saibro | Verónica Spiegel        | 6–3, 7–5             |
| 4.  | 17 Novembro 2007 | Buenos Aires            | Saibro | Andrea Benítez          | 6–1, 6–1             |
| 5.  | 29 Março 2009    | Metepec                 | Dura   | Aranza Salut            | 7–6(6), 6–1          |
| 6.  | 18 Abril 2009    | Buenos Aires            | Saibro | Mailen Auroux           | 6–3, 6–4             |
| 7.  | 30 Maio 2009     | Córdoba                 | Saibro | Marina Giral Lopes      | 6–2, 7–6(6)          |
| 8.  | 6 Junho 2009     | Córdoba                 | Saibro | Carla Lucero            | 6–1, 6–0             |
| 9.  | 4 Outubro 2009   | Granada                 | Dura   | Beatriz García Vidagany | 7–5, 2–6, 4–3, (ret) |
| 10. | 7 Junho 2010     | Campobasso              | Saibro | Laura Thorpe            | 6-2, 7-6(5)          |
| 11. | 8 Agosto 2011    | Santa Cruz de la Sierra | Dura   | Andrea Koch-Benvenuto   | 6-2, 6-3             |
| 12. | 12 Setembro 2011 | São José dos Campos     | Saibro | Carolina Zeballos       | 6-0, 6-0             |
| 13. | 19 Setembro 2011 | São Paulo               | Saibro | Carla Lucero            | 6-2, 6-3             |